# 英仙座α星团
英仙座α星團，也稱為梅洛特20（Melotte 20）或科林德39（Collinder 39），是在北天星座英仙座的一個疏散星團。以裸眼觀察，這個星團是由幾顆藍色的B型恆星組成。最亮的成員是光度大約2等的黃白色超巨星天船三（英仙座α，視星等1.79），其它明亮的成員還有天船五（英仙座δ）、天船增四（英仙座σ）、卷舌二（英仙座ε）、天船四（英仙座ψ）、天船增一（英仙座29）、天船增三（英仙座34）、和天船六（英仙座48）。依巴谷衛星的資料和紅外赫羅圖的擬合已經被用來測定到該星團的距離，大約是560光年（172秒差距）。結果與通過獨立分析測定的距離一致，因而使該星團的距離成為宇宙距離尺度上的一個重要階梯。
星團的中心位於天船三的東北邊，核半徑為11.4正負1.4光年，半質量半徑為18光年，和潮汐半徑為70.6正負8.5光年，確定在後者的成員有517顆恆星。這個星團的恆星平均質量向邊緣減少，顯示出明確的證據表明它經歷過質量層化。估計星團的年齡大約在5,000萬年至7,000萬年，星團成員顯示出金屬量接近太陽，這意味著原子序大於2的元素豐度與太陽中的相似。星團還顯示出有潮汐尾，成為它們可能起源於銀河系的證據。
星團的區域顯示背景有一個更巨大星流的證據。其特徵比星團要老很多，估計年齡為5 ± 1 Gyr。星流的中心位於星團290光年之處，沿著視線方向的整體厚度為590光年。這是一個很古老且巨大集團的遺骸，現在的總質量為~6000 M☉。

## 成員
以下著名的恆星被視為極有可能是星團的成員： 
| Designation                 | 光譜 型態 | 視 星等 |
| --------------------------- | --------- | ------- |
| 天船三（英仙座α，英仙座39） | F5Ib      | 1.81    |
| 天船五（英仙座η，英仙座39)  | B5III     | 3.01    |
| 卷舌二（英仙座ε，英仙座45） | B1V       | 2.88    |
| 天船四（英仙座ψ，英仙座37） | B5Ve      | 4.31    |
| HD 21278                    | B5V       | 4.99    |
| 天船增二（英仙座31）        | B5V       | 5.05    |
| 天船增一（英仙座29）        | B3V       | 5.16    |
| 大陵增廿（英仙座30）        | B8V       | 5.49    |
| 天船增三（英仙座34）        | B3V       | 4.67    |
| 天船六（英仙座48）          | B3Ve      | 4.03    |
| HD 21071                    | B7V       | 6.09    |

## 外部連結
- Frommert, Hartmut; Kronberg, Christine. . The Messier Catalogue. SEDS. March 8, 1998  [2020-10-18]. （原始内容存档于2021-02-11）.
- Käld, Janne. . Astronomical Photographs.   [2020-10-18]. （原始内容存档于2017-04-08）.